# PTT Bangkok Open 2007
Il PTT Bangkok Open 2007 è stato un torneo di tennis giocato sul cemento. È stata la 3ª edizione del PTT Bangkok Open, che fa parte della categoria Tier III nell'ambito del WTA Tour 2007. Si è giocato a Bangkok in Thailandia, dall'8 al 14 ottobre 2007.

## Campioni

### Singolare
Flavia Pennetta ha battuto in finale  Yung-Jan Chan con il punteggio di 6–1, 6–3

### Doppio
Sun Tiantian /  Yan Zi hanno battuto in finale  Ayumi Morita /  Junri Namigata per Walkover